# 小九老乐
《小九老乐》为赵本山于1991年春节联欢晚会上所表演的一段小品，小品讲述了当时家庭互相怀疑的气氛。

## 关于
《小九老樂》讲述了老乐（赵本山饰演）因为借了自己原来对象500元錢而引起了自己妻子的不满，于是开始同老乐纠缠，后来因为老乐告诉了自己妻子所有经过而和好。

## 相关
- 小品